# أرتور فيرست
أرتور فيرست (بالألمانية: Artur Fürst)‏ هو كاتب ألماني، ولد في 23 فبراير 1880، وتوفي في 13 مايو 1926.